# Leventis United
Leventis United FC – nigeryjski klub piłkarski z siedzibą w Ibadanie.

## Historia
Leventis United FC został założony w 1982 roku w Ibadanie jako zjednoczony klub ze stanu Oyo. Był wspierany przez firmę Royal Nigeria Carpet, zależną od greckiej korporacji Leventis. W sezonie 1982/83 występował w regionalnej Ibadan First Division, w której zdobył awans do Division Three. W 1984 jako trzecioligowa drużyna Leventis United zdobyła Puchar i Superpuchar sezonu i otrzymała promocję do Division Two. W 1985 zespół zdobył przepustkę do najwyższej klasy rozgrywek i w sezonie 1986 debiutował w Nigeryjskiej Premier League, w której z wielkim sukcesem zakończył rozgrywki na pierwszym miejscu.
Jednak ze względu na brak wsparcia finansowego ze strony korporacji Leventis, klub rozpadł się w 1987 roku.

## Sukcesy

### Trofea międzynarodowe
- Puchar Mistrzów Afrykańskich
  - ćwierćfinalista: 1987

- Afrykański Puchar Zdobywców Pucharów
  - finalista: 1985

### Trofea krajowe
| \| \| Zdobyte trofea w rozgrywkach Nigerii (stan na: 31-05-2014) \| |                                                            |      |            |
| Rozgrywki                                                           | Osiągnięcie                                                | Razy | Sezon(y)   |
| Mistrzostwo                                                         | I miejsce                                                  | 1    | 1986       |
| Mistrzostwo                                                         | II miejsce                                                 | 0    |            |
| Mistrzostwo                                                         | III miejsce                                                | 0    |            |
| Puchar                                                              | zdobywca                                                   | 2    | 1984, 1986 |
| Puchar                                                              | finalista                                                  | 0    |            |
| Superpuchar                                                         | zdobywca                                                   | 1    | 1984       |
| Superpuchar                                                         | finalista                                                  |      |            |
| II liga                                                             | I miejsce                                                  | 1    | 1985       |
| II liga                                                             | II miejsce                                                 | 0    |            |
| II liga                                                             | III miejsce                                                | 0    |            |
| Nigeria                                                             | Zdobyte trofea w rozgrywkach Nigerii (stan na: 31-05-2014) |      |            |

- Nigeria Nationwide League
  - mistrz: 1984

## Stadion
Klub rozgrywał swoje mecze domowe na stadionie Ibadan Stadium w Ibadanie, który może pomieścić 5,000 widzów.